# Eichenau (Großenlüder)
Eichenau ist ein Ortsteil der Gemeinde Großenlüder im osthessischen Landkreis Fulda.

## Geschichte

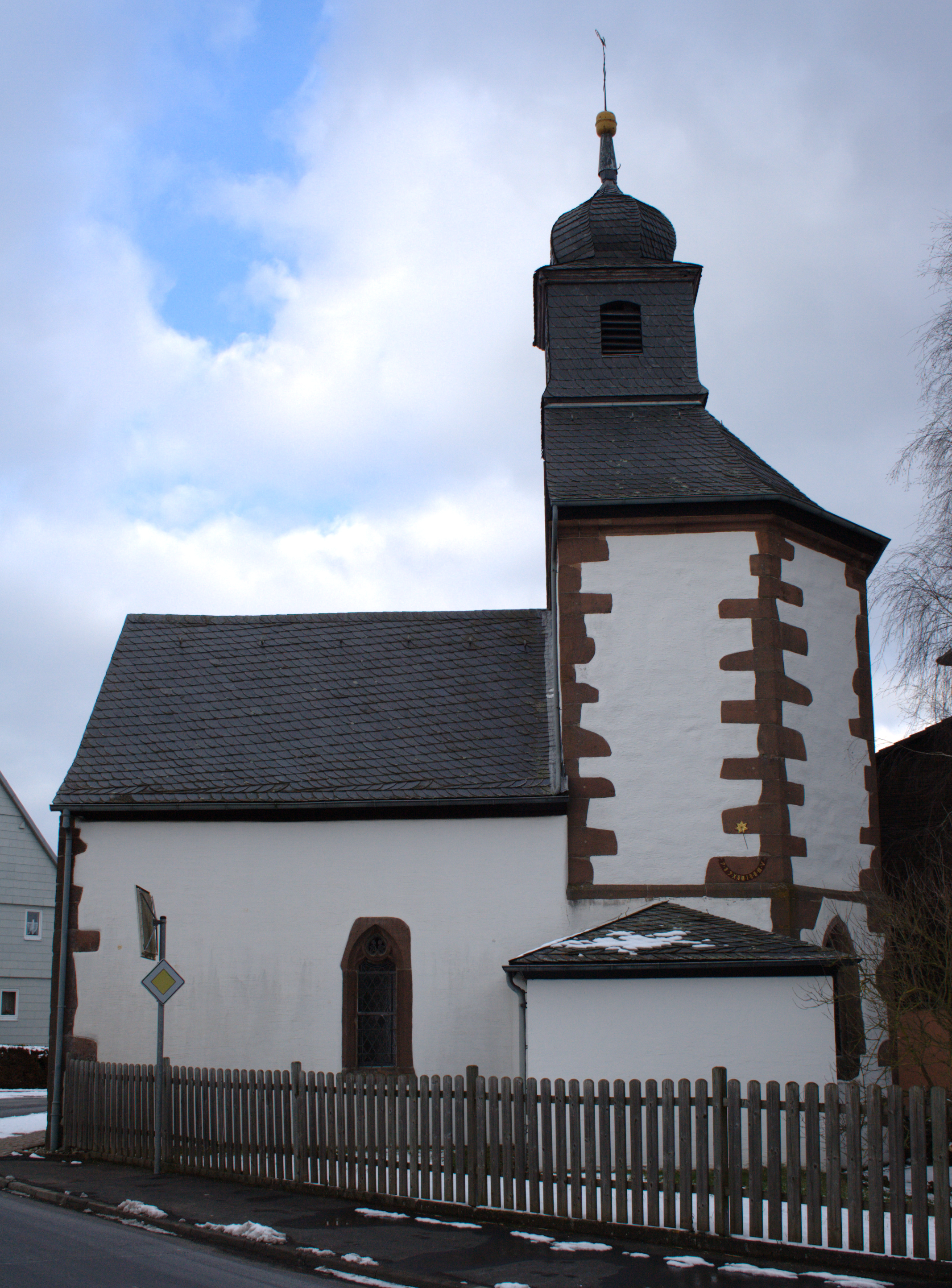
St. Valentinus Kirche (1502) in Eichenau

### Ortsgeschichte
Die älteste bekannte schriftlich Erwähnung des Ortes im Jahre 953 in einer Urkunde König Ottos I.
Im Zuge der Gebietsreform in Hessen wurde die bis dahin selbständige Gemeinde Eichenau zum 31. Dezember 1970 auf freiwilliger Basis in die Gemeinde Großenlüder eingemeindet.
Für Eichenau, wie für alle im Zuge der Gebietsreform nach Großenlüder eingegliederten Gemeinden, wurde ein Ortsbezirk gebildet.

### Verwaltungsgeschichte im Überblick
Die folgende Liste zeigt die Staaten und Verwaltungseinheiten, denen Eichenau  angehört(e):
- vor 1803: Heiliges Römisches Reich, Hochstift Fulda, Gericht/Oberamt Lüder
- 1803–1806: Heiliges Römisches Reich, Fürstentum Nassau-Oranien-Fulda, Amt Großenlüder[Anm. 2] Fürstentum Fulda, Amt Blankenau
- 1806–1810: Kaiserreich Frankreich,[Anm. 3] Fürstentum Fulda (Militärverwaltung)
- 1810–1813: Großherzogtum Frankfurt, Departement Fulda, Distrikt Großenlüder
- ab 1816: Kurfürstentum Hessen, Großherzogtum Fulda, Amt Großenlüder[8]
- ab 1821: Kurfürstentum Hessen, Provinz Fulda, Kreis Fulda[Anm. 4]
- ab 1848: Kurfürstentum Hessen, Bezirk Fulda
- ab 1851: Kurfürstentum Hessen, Provinz Fulda, Kreis Fulda
- ab 1867: Norddeutscher Bund,[Anm. 5] Königreich Preußen,[Anm. 6] Provinz Hessen-Nassau, Regierungsbezirk Kassel, Kreis Fulda
- ab 1871: Deutsches Reich,  Königreich Preußen, Provinz Hessen-Nassau, Regierungsbezirk Kassel, Kreis Fulda
- ab 1918: Deutsches Reich, Freistaat Preußen, Provinz Hessen-Nassau, Regierungsbezirk Kassel, Kreis Fulda
- ab 1944: Deutsches Reich, Freistaat Preußen, Provinz Kurhessen, Landkreis Fulda
- ab 1945: Deutsches Reich, Amerikanische Besatzungszone,[Anm. 7] Groß-Hessen, Regierungsbezirk Kassel, Landkreis Fulda
- ab 1946: Deutsches Reich, Amerikanische Besatzungszone, Hessen, Regierungsbezirk Kassel, Landkreis Fulda
- ab 1949: Bundesrepublik Deutschland, Hessen, Regierungsbezirk Kassel, Landkreis Fulda
- ab 1972: Bundesrepublik Deutschland, Hessen, Regierungsbezirk Kassel, Landkreis Fulda, Gemeinde Großenlüder

## Bevölkerung

### Einwohnerstruktur 2011
Nach den Erhebungen des Zensus 2011 lebten am Stichtag, dem 9. Mai 2011, in Eichenau 138 Einwohner. Darunter waren keine Ausländer.
Nach dem Lebensalter waren 27 Einwohner unter 18 Jahren, 69 zwischen 18 und 49, 18 zwischen 50 und 64 und 27 Einwohner waren älter.
Die Einwohner lebten in 57 Haushalten. Davon waren 15 Singlehaushalte, 15 Paare ohne Kinder und 21 Paare mit Kindern, sowie 6 Alleinerziehende und 3 Wohngemeinschaften. In 9 Haushalten lebten ausschließlich Senioren und in 42 Haushaltungen lebten keine Senioren.

### Einwohnerentwicklung
- 1812: 18 Feuerstellen, 153 Seelen[1]

| Eichenau: Einwohnerzahlen von 1812 bis 2024 | Eichenau: Einwohnerzahlen von 1812 bis 2024 | Eichenau: Einwohnerzahlen von 1812 bis 2024 | Eichenau: Einwohnerzahlen von 1812 bis 2024 | Eichenau: Einwohnerzahlen von 1812 bis 2024 |
| --- | ------------------------------------------- | ------------------------------------------- | ------------------------------------------- | ------------------------------------------- |
| Jahr |                                             |                                             |                                             | Einwohner                                   |
| 1812 | 1812                                        |                                             | 153                                         | 153                                         |
| 1834 | 1834                                        |                                             | 169                                         | 169                                         |
| 1840 | 1840                                        |                                             | 173                                         | 173                                         |
| 1846 | 1846                                        |                                             | 139                                         | 139                                         |
| 1852 | 1852                                        |                                             | 150                                         | 150                                         |
| 1858 | 1858                                        |                                             | 140                                         | 140                                         |
| 1864 | 1864                                        |                                             | 130                                         | 130                                         |
| 1871 | 1871                                        |                                             | 153                                         | 153                                         |
| 1875 | 1875                                        |                                             | 133                                         | 133                                         |
| 1885 | 1885                                        |                                             | 136                                         | 136                                         |
| 1895 | 1895                                        |                                             | 132                                         | 132                                         |
| 1905 | 1905                                        |                                             | 170                                         | 170                                         |
| 1910 | 1910                                        |                                             | 174                                         | 174                                         |
| 1925 | 1925                                        |                                             | 181                                         | 181                                         |
| 1939 | 1939                                        |                                             | 162                                         | 162                                         |
| 1946 | 1946                                        |                                             | 227                                         | 227                                         |
| 1950 | 1950                                        |                                             | 229                                         | 229                                         |
| 1956 | 1956                                        |                                             | 189                                         | 189                                         |
| 1961 | 1961                                        |                                             | 167                                         | 167                                         |
| 1967 | 1967                                        |                                             | 191                                         | 191                                         |
| 1970 | 1970                                        |                                             | 175                                         | 175                                         |
| 1982 | 1982                                        |                                             | 155                                         | 155                                         |
| 1990 | 1990                                        |                                             | 147                                         | 147                                         |
| 1995 | 1995                                        |                                             | 153                                         | 153                                         |
| 2000 | 2000                                        |                                             | 157                                         | 157                                         |
| 2005 | 2005                                        |                                             | 153                                         | 153                                         |
| 2010 | 2010                                        |                                             | 146                                         | 146                                         |
| 2011 | 2011                                        |                                             | 128                                         | 128                                         |
| 2015 | 2015                                        |                                             | 139                                         | 139                                         |
| 2020 | 2020                                        |                                             | 146                                         | 146                                         |
| 2024 | 2024                                        |                                             | 145                                         | 145                                         |
| Datenquelle: Historisches Gemeindeverzeichnis für Hessen: Die Bevölkerung der Gemeinden 1834 bis 1967. Wiesbaden: Hessisches Statistisches Landesamt, 1968. Weitere Quellen: Gemeinde Bimbach; Zensus 2011 |                                             |                                             |                                             |                                             |

### Historische Religionszugehörigkeit
| • 1885: | 2 evangelische (= 2,21 %), 133 katholische (= 97,79 %) Einwohner |
| • 1961: | 7 evangelische (= 4,19 %), 160 katholische (= 95,81 %) Einwohner |

## Politik
Für Eichenau besteht ein Ortsbezirk (Gebiet der ehemaligen Gemeinde Eichenau) mit Ortsbeirat und Ortsvorsteher nach der Hessischen Gemeindeordnung.
Der Ortsbeirat besteht aus fünf Mitgliedern. Bei den Kommunalwahlen in Hessen 2021 betrug die Wahlbeteiligung zum Ortsbeirat 66,95 %. Alle Kandidaten gehören der CDU an. Der Ortsbeirat wählte Norbert Printz zum Ortsvorsteher.

## Verkehr
Eichenau liegt nordwestlich von Großenlüder. Durch den Ort verläuft die Landesstraße 3141.